# Silvio Brivio
Silvio Brivio (ur. 6 października 1929 w Como, zm. 3 listopada 2010 tamże) – włoski gimnastyk, uczestnik Igrzysk Olimpijskich w 1952 w Helsinkach, na których zajął 110. miejsce w wieloboju gimnastycznym, a najlepszym jego wynikiem w pojedynczej konkurencji była 57. lokata w ćwiczeniach na koniu z łękami.